# Ligne 129 (chemin de fer slovaque)
La ligne 129 des chemins de fer Slovaque relie Čadca à la frontière entre la Pologne et la Slovaquie au niveau de Skalité Serafínov.

## Histoire

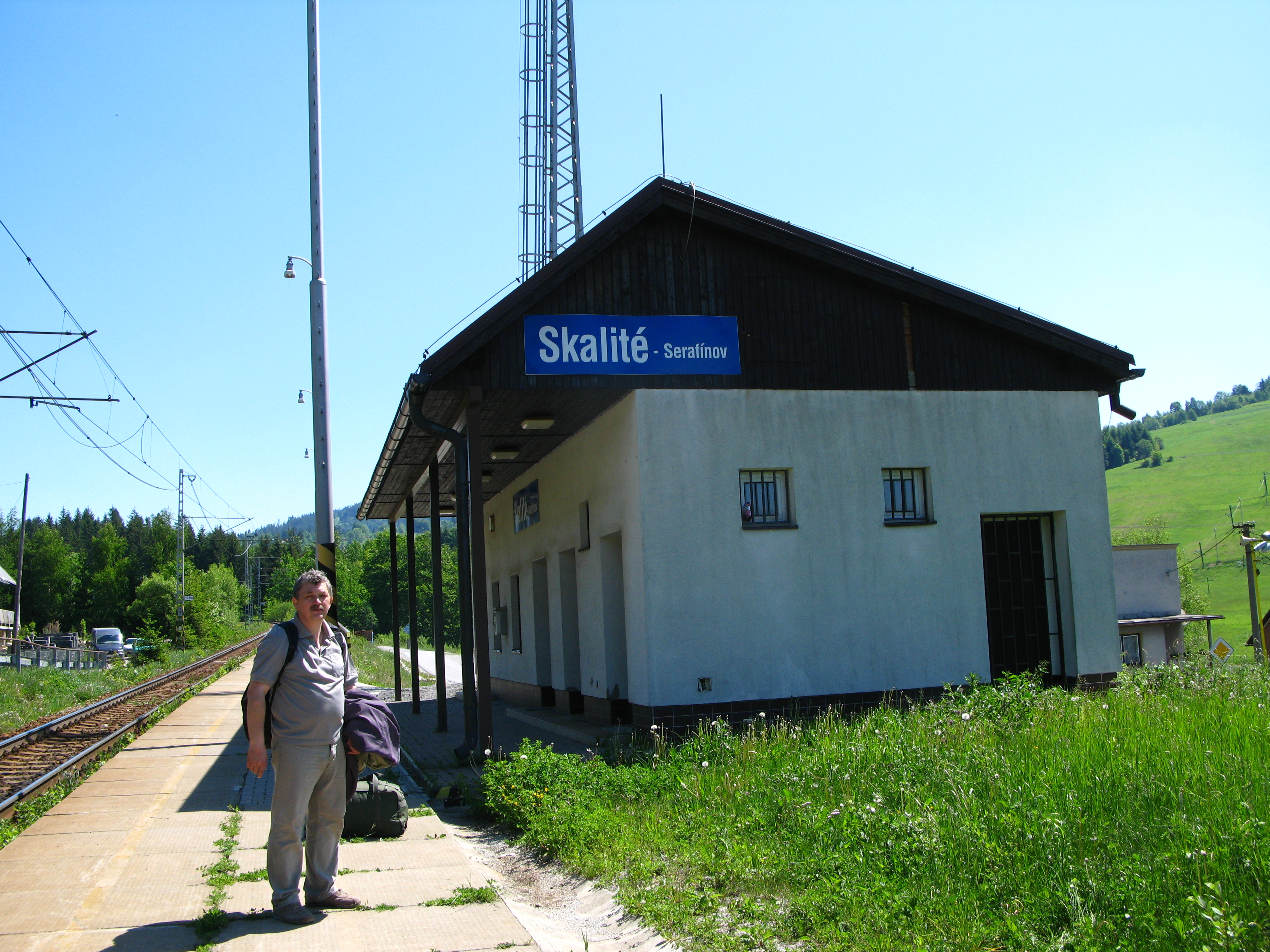
Skalité Serafínov

### Mise en service à une voie
- Čadca - Skalité Serafínov 3 novembre 1884[2]

## Données techniques
Vitesses maximales :
- Čadca – Skalité: 100 km/h
- Skalité – štátna hranica: 70 km/h

La pente maximale est de 26 ‰.